# Тереховская (Красноборский район)
Тереховская — деревня в Красноборском районе Архангельской области. Входит в состав Черевковского сельского поселения.

## География
Находится в юго-восточной части Архангельской области на расстоянии приблизительно 44 км на северо-запад по прямой от административного центра района села Красноборск на правом берегу реки Северная Двина ниже устья речки Ракулка.

## История
В 1859 году здесь (деревня Сольвычегодского уезда Вологодской губернии) было учтено 9 дворов. 

## Население
Численность населения: 68 человек (1859 год), 11 (русские 100 %) в 2002 году, 5 в 2010.